# Ambassade d'Inde en Mongolie
L'ambassade d'Inde en Mongolie est ouverte le 22 février 1971 à Oulan-Bator.

## Liste d'ambassadeurs
- Sonam Narboo alias Sonam Norbu (tibétain : བསོད་ནམས་ནོར་བུ, Wylie : bsod nams nor bu, 1909-1980[1]), un Ladakhi est le premier ambassadeur[2].
- Bakula Rinpoché
- Karma Topden